# Scala di Kolmogorov
La scala di Kolmogorov o più correttamente le scale di Kolmogorov sono le scale più piccole utilizzate nella descrizione di un flusso turbolento. Nella sua teoria del 1941, Andrej Nikolaevič Kolmogorov introdusse l'idea che le scale più piccole a cui si può descrivere la turbolenza fossero universali, simili cioè per ogni flusso turbolento indipendentemente dal fenomeno fisico che le ha generate, e dipendenti solo dai due parametri ε e ν.  Le definizioni delle scale di Kolmogorov possono essere ottenute partendo da questa assunzione e facendo un ragionamento di analisi dimensionale.
In particolare si definiscono:
- la scala di lunghezza di Kolmogorov

{\displaystyle \eta =\left({\frac {\nu ^{3}}{\varepsilon }}\right)^{1/4}}
- la scala di tempo di Kolmogorov

{\displaystyle \tau _{\eta }=\left({\frac {\nu }{\varepsilon }}\right)^{1/2}}
- e la scala di velocità di Kolmogorov

{\displaystyle u_{\eta }=\left(\nu \varepsilon \right)^{1/4}}
dove ε è la quantità media di energia dissipata per unità di massa nell'unità di tempo e ν è la viscosità cinematica del fluido. Questa teoria è, quindi, una teoria di campo medio poiché assume che i parametri siano considerati in media. Durante i fenomeni di turbolenza, l'energia dissipata per unità di massa, tuttavia, è differente in punti e in istanti diversi, quindi è possibile pensare che il valore delle scale di Kolmogorov cambino nel tempo e spostandosi da un punto all'altro. 
I fondamenti di questa teoria sono nell'osservazione del fenomeno fisico, poi dimostrato matematicamente, che qualsiasi sia la scala di forzamento di un flusso turbolento, l'energia immessa si riverserà su scale sempre più piccole (cascata di energia). Questo fenomeno è facilmente osservabile per esempio nella scia di un corpo tozzo, in cui i vortici divengono sempre più piccoli man mano che ci si allontana dal corpo stesso.
Quando la scala delle strutture vorticose è pari alla scala di lunghezza di Kolmogorov, i gradienti di velocità sono così elevati che gli sforzi viscosi, direttamente proporzionali ad essi, dissipano l'energia del flusso, perciò non possono esistere strutture vorticose su scale minori di essa.